# Xylopia pulcherrima
Xylopia pulcherrima este o specie de plante angiosperme din genul Xylopia, familia Annonaceae, descrisă de Noel Yvri Sandwith. Conform Catalogue of Life specia Xylopia pulcherrima nu are subspecii cunoscute.